# Raven Chacon
Raven Chacon (nacido en 1977) es un compositor, músico y artista navajo. Nacido en Fort Defiance (Arizona), dentro de la Nación Navajo. Chacón se convirtió en el primer nativo americano en ganar un Premio Pulitzer de Música, por su obra Voiceless Mass en 2022.

## Biografía
Raven Chacón nació en 1977 en Fort Defiance (Arizona), localidad ubicada dentro del territorio conocido como Nación Navajo. Asistió a la Universidad de Nuevo México, donde obtuvo su licenciatura en Bellas Artes en 2001. Posteriormente completó su formación en el Instituto de las Artes de California donde cursó una maestría en composición musical.  Fue alumno de James Tenney, Morton Subotnick, Michael Pisaro, Wadada Leo Smith y Christopher Shultis.
La obra visual y sonora de Chacón se ha exhibido ampliamente tanto en Estados Unidos como en extranjero.  Su instalación de sonido y texto del tamaño de una habitación, Still Life, #3 (2015), se exhibió en la exposición Transformer: Native Art in Light and Sound en el Museo Nacional de los Indios Americanos en Nueva York.   Su obra colectiva e individual ha sido presentada en la Bienal de Sydney,  Kennedy Center, la Bienal Whitney,  Documenta 14, la Galería de Arte de Vancouver, el Museo de Arte de la Universidad Estatal de Arizona, el Museo de Arte Contemporáneo de Montreal, el Museo Reina Sofía, el Festival de Música Electrónica de San Francisco,  el Museo Heard  o en el Parque Nacional del Cañón del Chaco. 
Chacón también actúa en los grupos KILT con Bob Bellerue, Mesa Ritual con William Fowler Collins, Endlings con John Dieterich y colabora con Laura Ortman. En 2016, Kronos Quartet le encargó que compusiera una obra para su proyecto Fifty For The Future. 
Chacón se desempeña como compositor residente en el Proyecto de aprendizaje de compositores nativos americanos. En 2012, recibió una beca de Artes Visuales de Creative Capital.  En 2014, fue honrado con una Beca Nacional para Artistas en Música de la Fundación de Artes y Culturas Nativas.  En 2018, Chacón recibió el Premio Berlín de la Academia Americana de Berlín. 
En 2022, Chacón se convirtió en el primer nativo americano en ganar el Premio Pulitzer de Música, que recibió por su composición Voiceless Mass. 

## Premios y honores
Chacón ha recibido numerosos premios y distinciones por su trabajo, incluido el Premio Pulitzer de Música 2022, un Premio de la Academia Estadounidense de Berlín (composición musical), un premio Creative Capital (artes visuales), una beca para artistas de los Estados Unidos (música), un Premio Joan Mitchell de la Fundación Mitchell,  una beca para artistas de la Fundación de Artes y Culturas Nativas,  entre otras.  Chacón recibió la beca inaugural de Artista en Residencia de la Fundación Mellon para el Centro de Bellas Artes de Colorado Springs en Colorado College .  En octubre de 2023, Chacón obtuvo una Beca MacArthur . 

## Discografía parcial
- Inhale/Exhale (con Carlos Santistevan y Tatsuya Nakatani) (Other Minds Records, 2022)
- An Anthology of Chants Operations (Ouidah, 2020)
- Horse Notations (Cimiotti Recordings, 2020)
- Crisalide Fossile (w/ OvO) (Bronson, 2016)
- Your New Age Dream Contains More Blood Than You Can Imagine 12"LP (con Postcommodity) (Anarchymoon, 2011)
- Kitchen Sorcery (con Bob Bellerue) (Prison Tatt Records, 2011)
- At the Point Where the Rivers Crossed, We Drew Our Knives 12"LP (Anarchymoon, 2010)
- Black Streaked Hum (Lightning Speak/Featherspines, 2009)
- Overheard Songs (Innova, 2006)
- The Incredible 17000 km Split (con Torturing Nurse) (8K Mob, 2006)
- Jesus Was a Wino (con Jeff Gburek) (Herbal Records, 2005)
- Still/life (Sicksicksick, 2004)
- Meet the Beatless (Sicksicksick, 2003)